# Coelosia silvatica
Coelosia silvatica är en tvåvingeart som beskrevs av Landrock 1918. Coelosia silvatica ingår i släktet Coelosia och familjen svampmyggor. Inga underarter finns listade i Catalogue of Life.